# 티에시
티에시(Thiesi, 사르데냐어: Tiesi)는 이탈리아 사르데냐의 사사리도 북부에 위치한 마을이자 코무네이다. 인구는 2,717명이다.

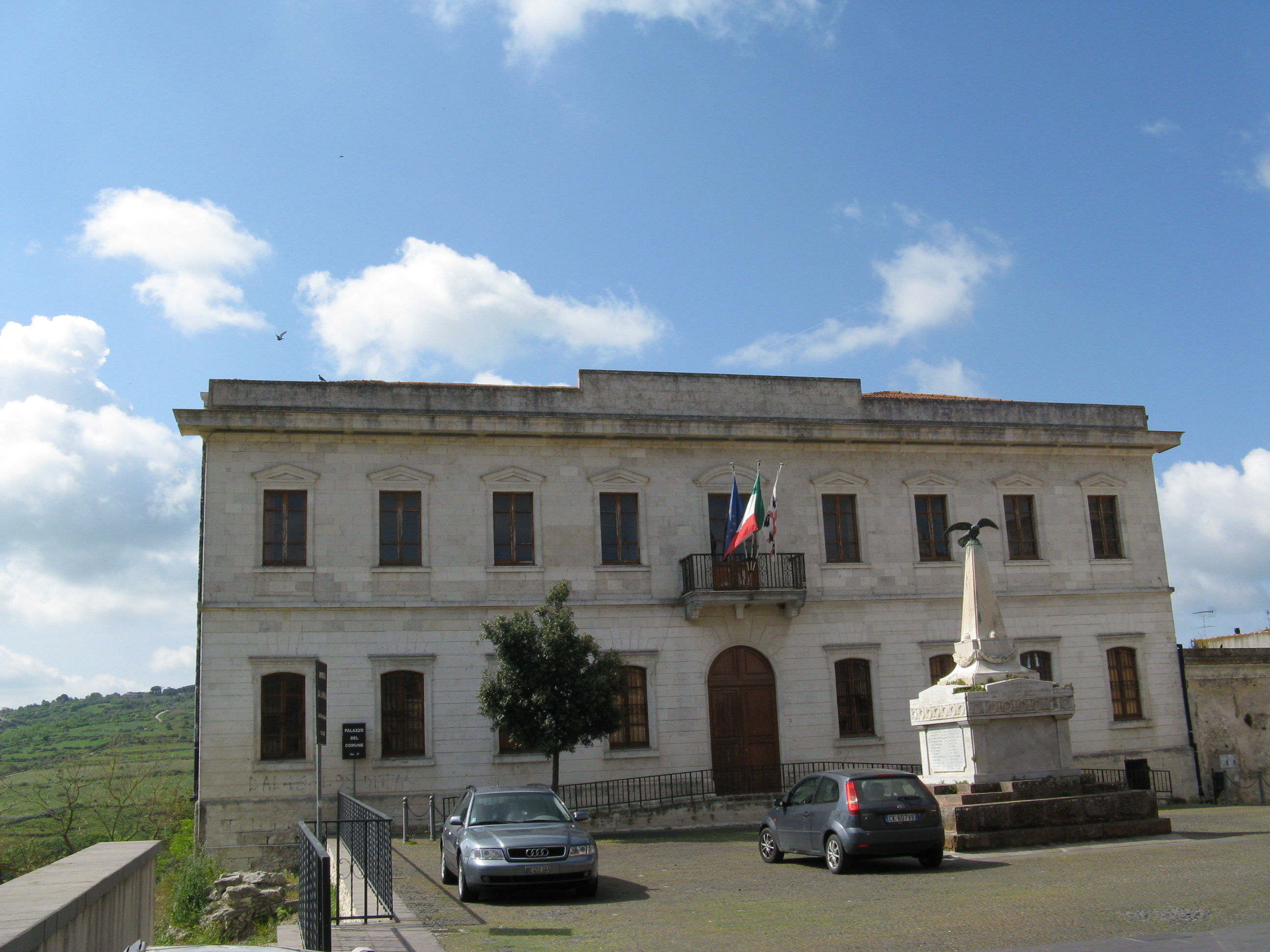
시청
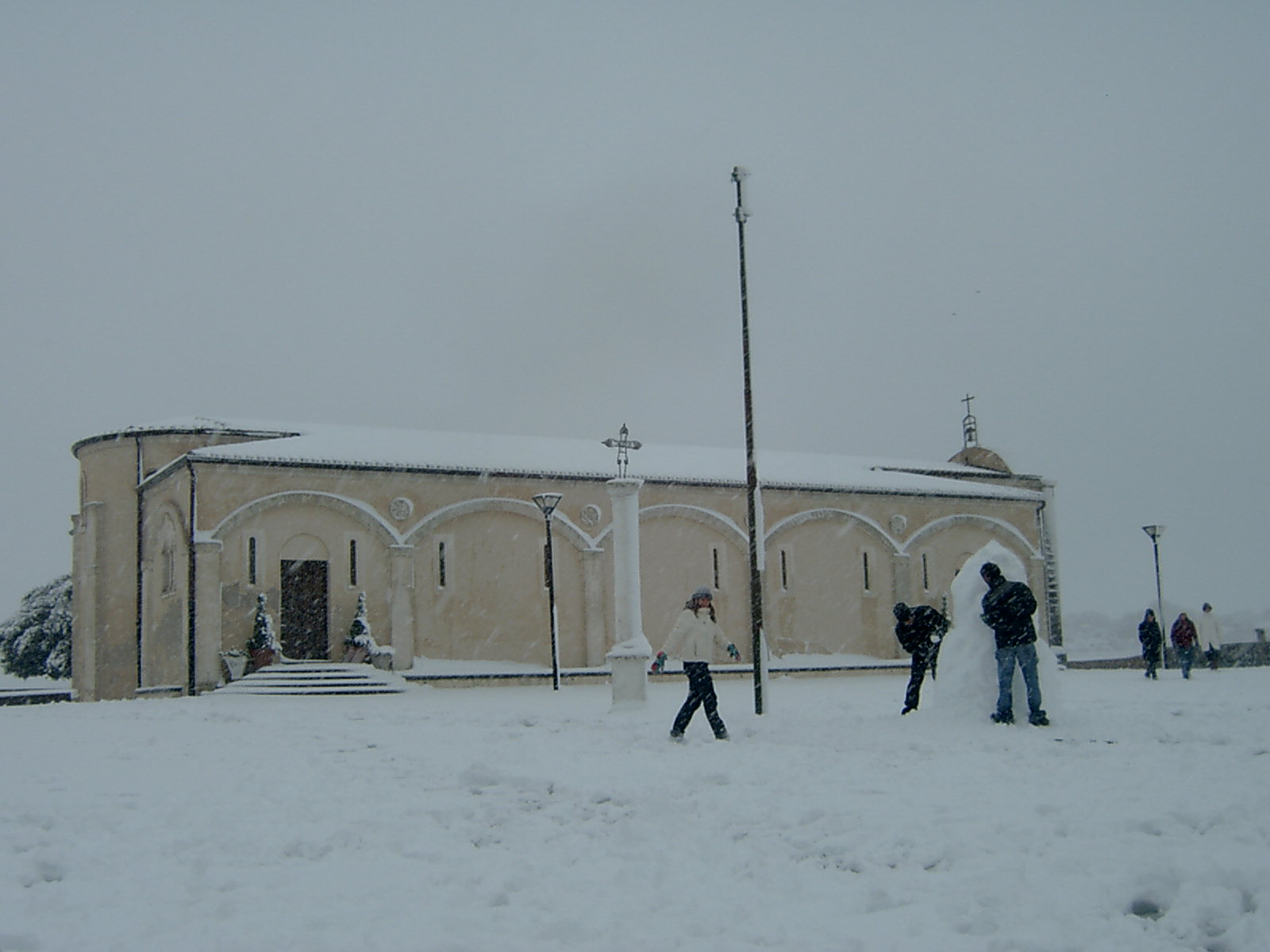
세우니스 성소
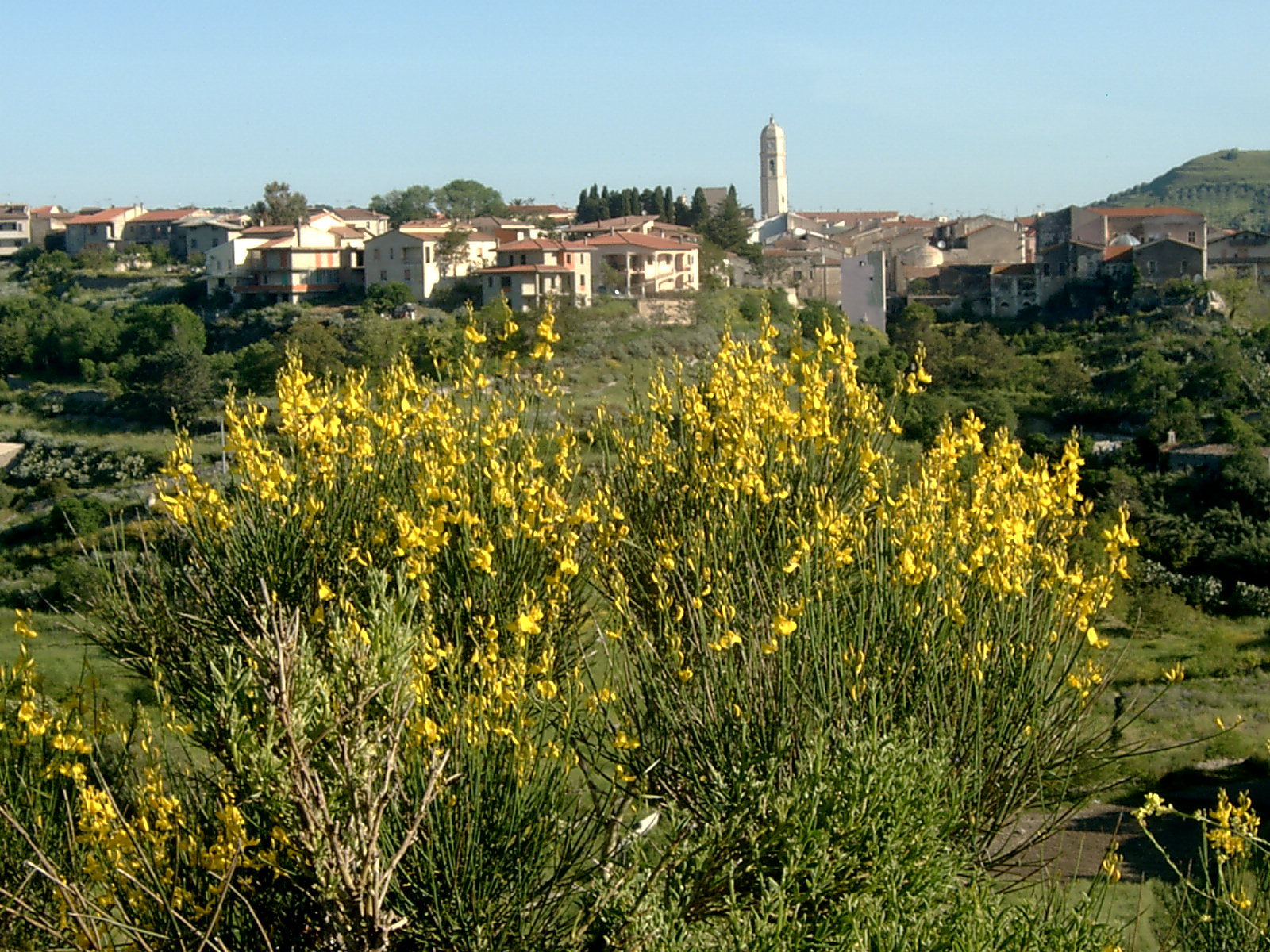
파노라마
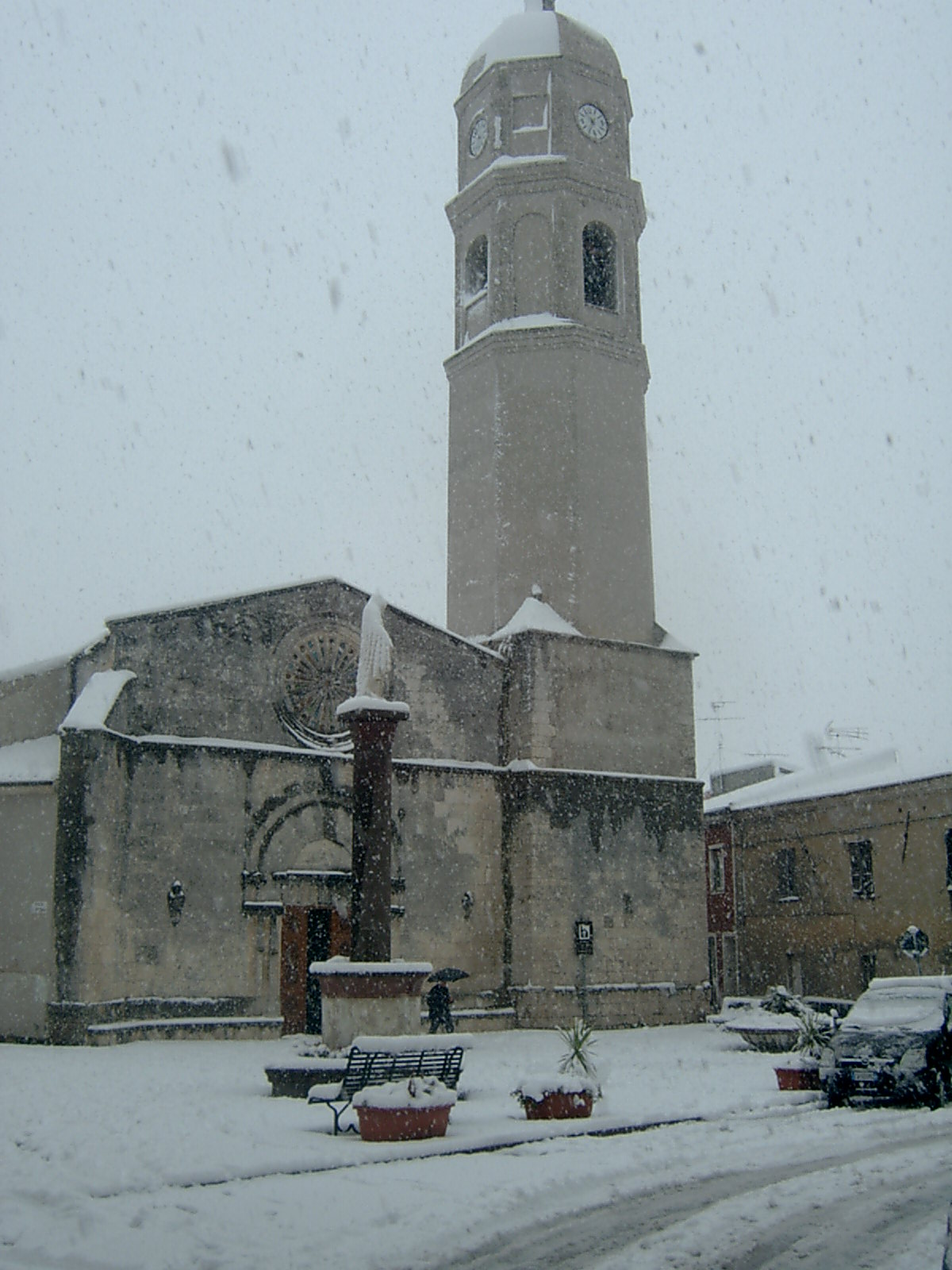
산타 비토리아